# Lycée Louis-Rascol
 (juillet 2011).
Le lycée et le lycée professionnel Louis-Rascol à Albi est une cité scolaire qui accueille environ 2 000 élèves et étudiants. Louis Rascol est le nom d'un ancien proviseur du lycée.

## Enseignements
Situé en centre ville sur un campus de 14 hectares, il propose des formations conduisant au BEP, baccalauréat professionnel, baccalauréat général et technologique industriel et tertiaire. Le secteur post-bac comprend huit sections de techniciens supérieurs différentes des domaines industriels et tertiaires, deux classes préparatoires aux grandes écoles, filières ATS et TSI et une licence professionnelle en partenariat avec l’université Paul-Sabatier.
De plus, la cité possède une plate forme technologique, réalisant via des partenariats école/entreprise, le transfert de technologies aux PME/PMI.
Enfin, elle accueille le siège du Greta "Tarn Nord".

## Classement du Lycée
En 2015, le lycée se classe 8e sur 14 au niveau départemental quant à la qualité d'enseignement, et 1002e au niveau national. Le classement s'établit sur trois critères : le taux de réussite au bac, la proportion d'élèves de première qui obtient le baccalauréat en ayant fait les deux dernières années de leur scolarité dans l'établissement, et la valeur ajoutée (calculée à partir de l'origine sociale des élèves, de leur âge et de leurs résultats au diplôme national du brevet).

## Clubs
Le lycée possède un club robotique qui participe chaque année à la coupe de France de robotique. En 2007, l'équipe a fini 7e.

## Initiatives pédagogiques et technologiques

### Années 1970
En 1975, dans un objectif novateur d'initiation à l'informatique des élèves et enseignants intéressés, le lycée Louis-Rascol, à Albi, fut éligible à l'opération ministérielle dite « Expérience des 58 lycées » : utilisation de logiciels, et enseignement de la programmation en langage LSE, en club informatique de lycée,, pour 58 établissements de l'enseignement secondaire. À cet effet, dans une première phase, quelques professeurs du lycée, enseignants de diverses matières, furent préalablement formés de manière lourde à la programmation informatique. Puis, dans une seconde phase, l'établissement fut doté d'un ensemble informatique en temps partagé comprenant : un mini-ordinateur français Télémécanique T1600 avec disque dur, un lecteur de disquettes 8 pouces, plusieurs terminaux écrans claviers Sintra TTE, un téléimprimeur Teletype ASR-33 (en) et le langage LSE implémenté ; tout ceci ayant permis de mettre en œuvre sur le terrain cette démarche expérimentale, avec du matériel informatique ultra-moderne pour l'époque.

## Personnalités ayant fréquenté ce lycée
- Bernard Laporte : entraîneur de l'équipe de France et du RC Toulon, secrétaire d'État et président de la Fédération française de rugby.
- Vincent Moscato : international de rugby à XV en équipe de France, consultant télévisuel et acteur.